# 브레턴우즈

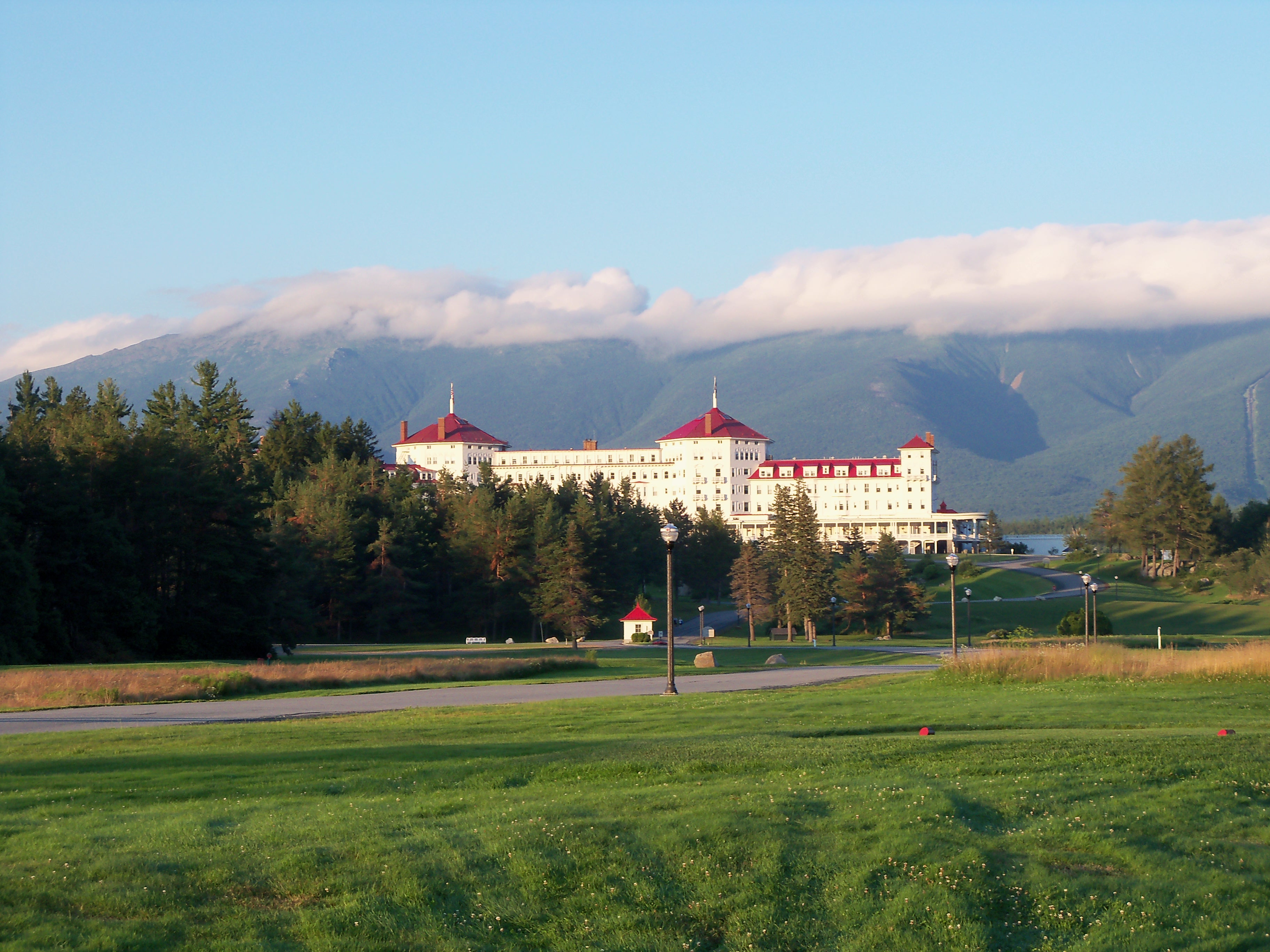
브레턴우즈

브레턴우즈(영어: Bretton Woods)는 미국 뉴햄프셔주 코어스군 캐럴에 있는 마을이다. 화이트 마운틴 국유림의 산들로 둘러싸여 주 최고봉인 워싱턴산의 기슭에 위치하고 있다.
브레턴우즈는 리조트로 알려져 있으며 겨울에는 스키하는 곳으로 잘 알려져 있다. 하지만 브레턴우즈에서 제일 잘 알려진 것은 여기서 체결된 브레턴우즈 협정이다.

## 같이 보기
- 브레턴우즈 회의